# Bateria de ião lítio

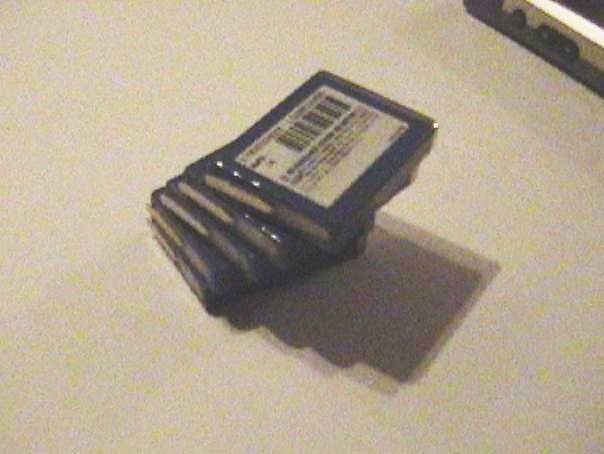
Bateria de íons de lítio

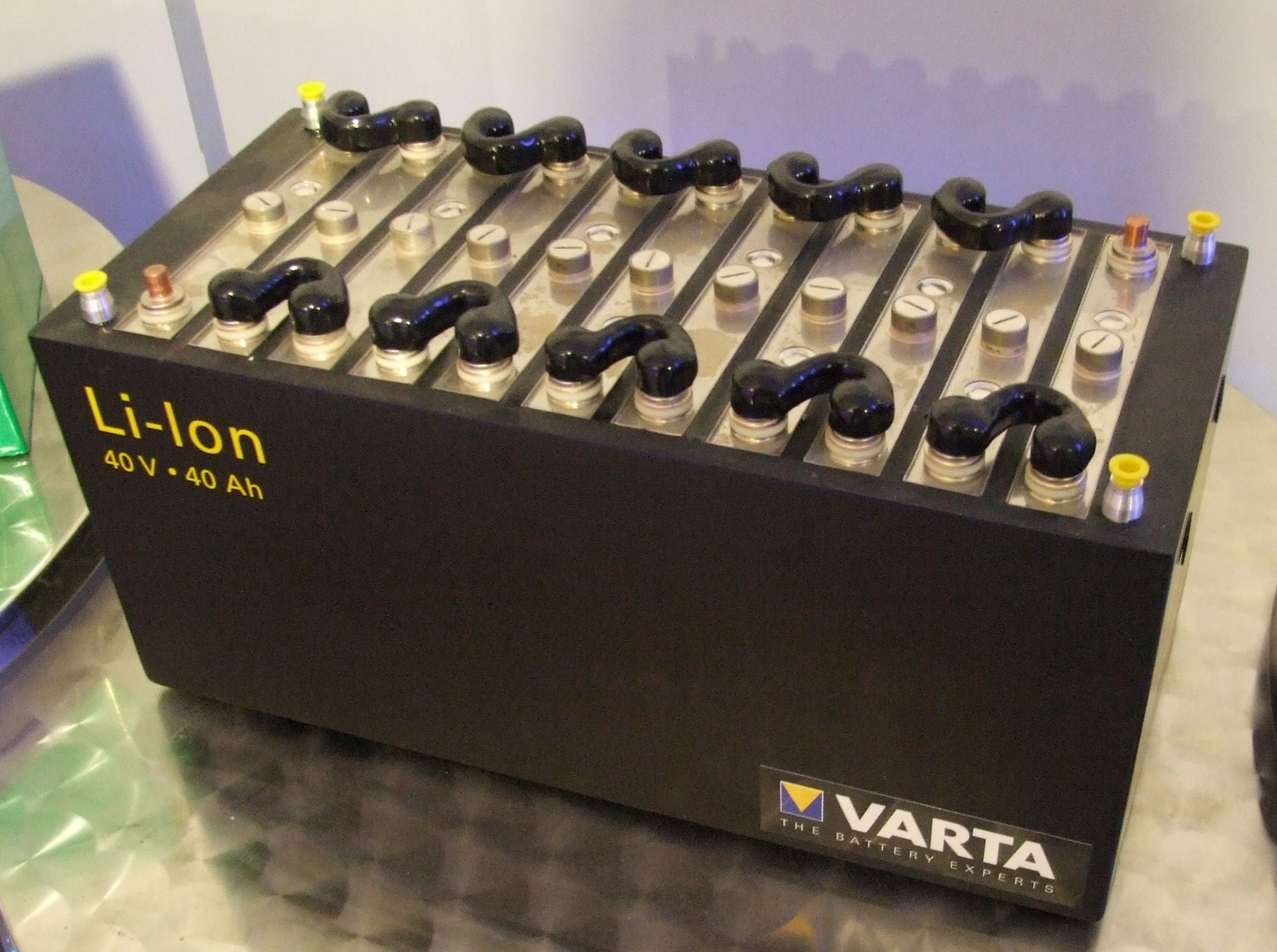
Bateria de íons de lítio, Varta, Museum Autovision, Altlußheim, Alemanha.

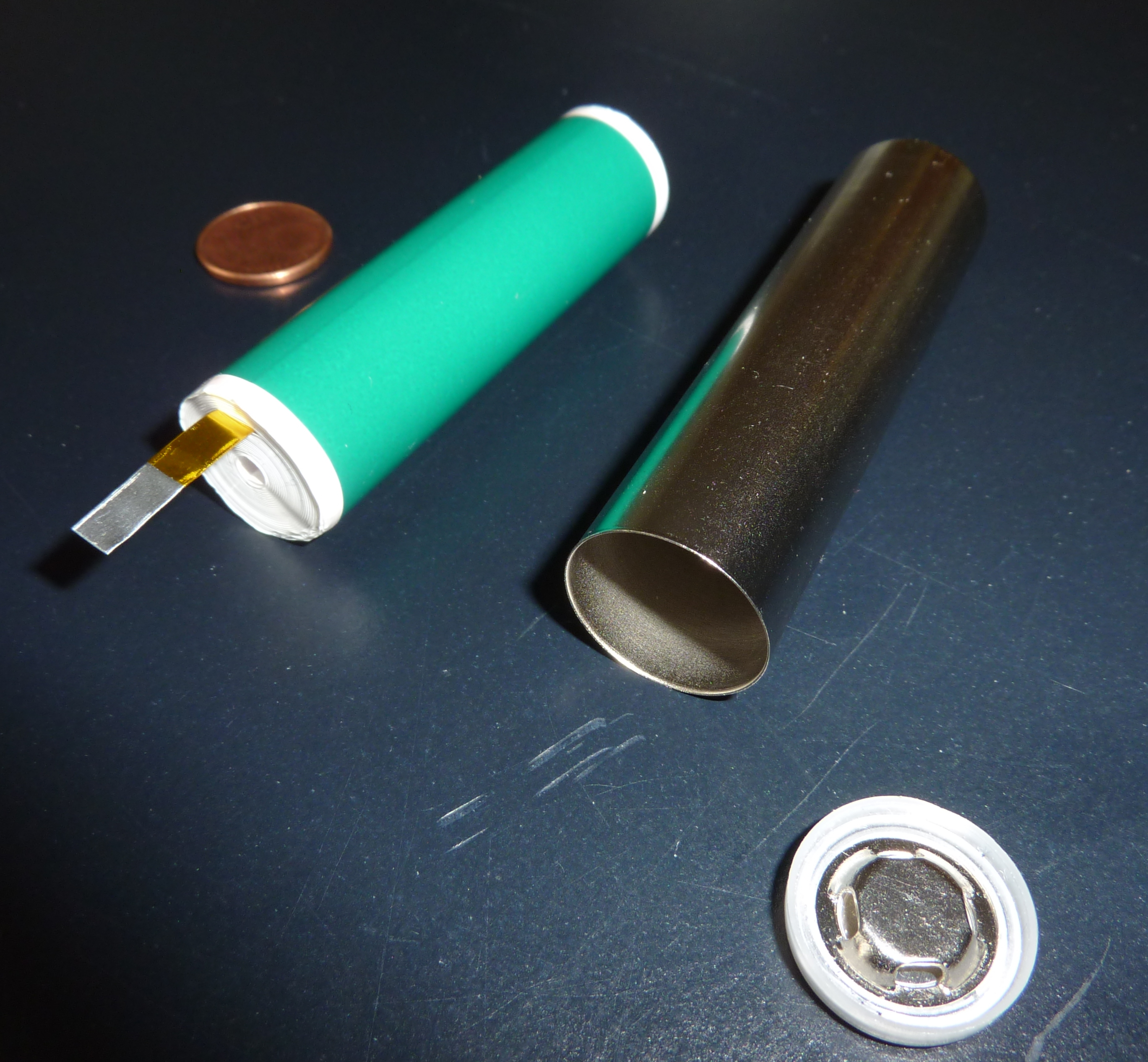
Cilíndrico da pilha antes de fechar (18650)

Bateria íon-lítio (português brasileiro) ou bateria de ião lítio (português europeu) é um tipo de bateria recarregável muito utilizadas em equipamentos eletrônicos portáteis. Armazenam o dobro de energia que uma bateria de hidreto metálico de níquel (ou NiMH) e três vezes mais que uma bateria de níquel cádmio (ou NiCd). Outra diferença da bateria de íons de lítio é a ausência do efeito memória (não vicia), ou seja, não é preciso carregar a bateria até o total da capacidade e descarregar até o total mínimo, ao contrário da bateria de NiCd. Ela resiste menos que uma bateria normal, mas do mesmo modo deve ser carregada e descarregada, sem o uso contínuo do carregador.

## História
A primeira bateria de lítio começou com G.N. Lewis em 1912, mas somente a partir de 1970 as primeiras baterias de lítio ficaram disponíveis comercialmente. As tentativas de desenvolver baterias recarregáveis de lítio falharam devido a problemas de segurança. Por causa da instabilidade inerente do lítio metálico, especialmente durante o carregamento, a pesquisa então mudou seu foco para uma bateria não metálica de lítio usando íons de lítio. Embora sua densidade de energia seja ligeiramente inferior à do lítio metálico, após comprovada a segurança das baterias de íons de lítio (desde que tomadas determinadas precauções na sua carga e descarga), em 1991, a Sony Corporation comercializou a primeira bateria deste tipo.

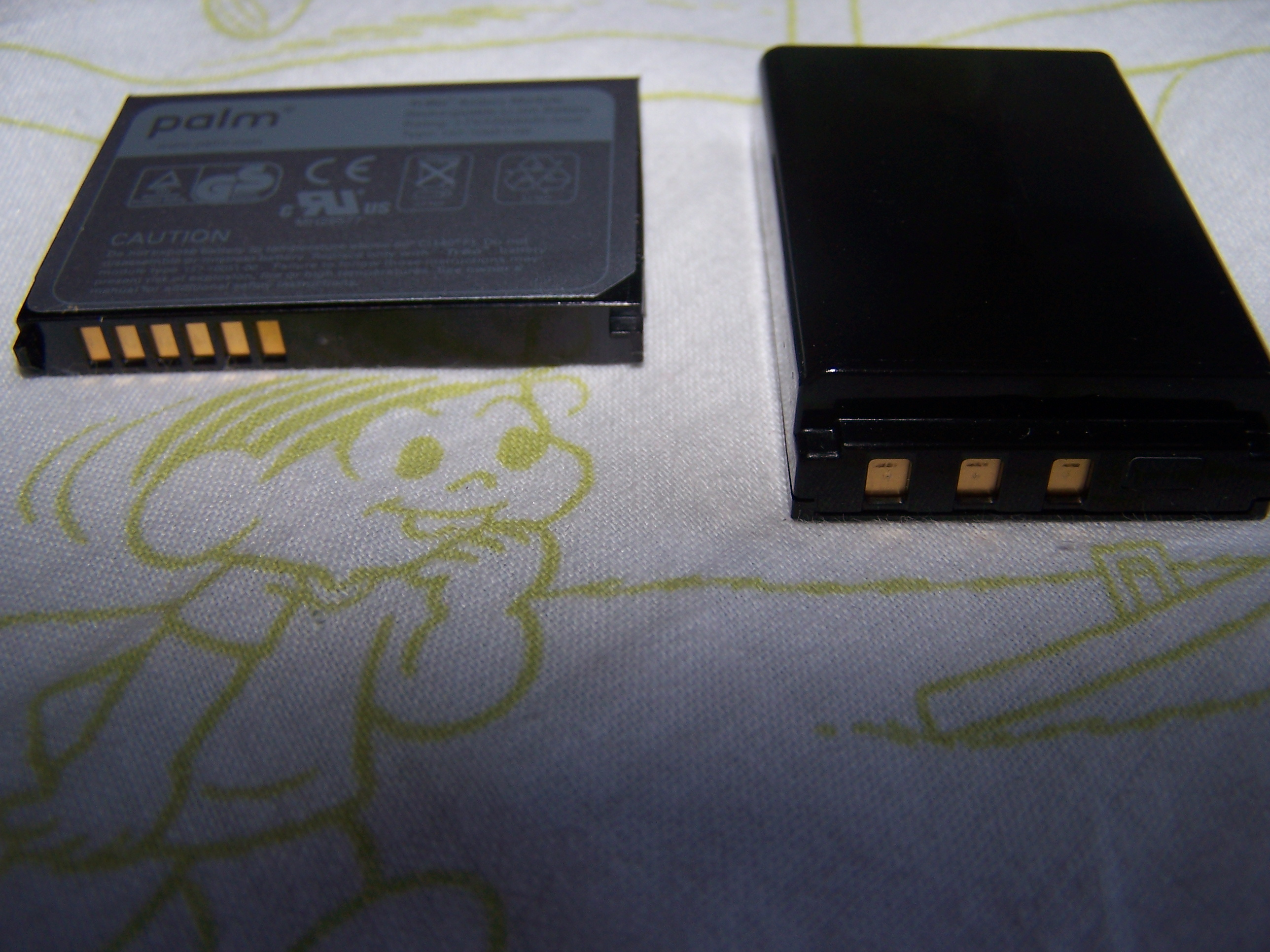
Exemplo de baterias usadas em computadores de mão e câmeras digitais

## Capacidade e armazenamento
| Condições de armazenamento | 40% carga                    | 100% carga                     |
| -------------------------- | ---------------------------- | ------------------------------ |
| 0 °C                       | 2% de perda depois de 1 ano  | 6% de perda depois de 1 ano    |
| 25 °C                      | 4% de perda depois de 1 ano  | 20% de perda depois de 1 ano   |
| 40 °C                      | 15% de perda depois de 1 ano | 35% de perda depois de 1 ano   |
| 60 °C                      | 25% de perda depois de 1 ano | 40% de perda depois de 3 meses |

## Toxicidade
As baterias de íons de lítio são facilmente corrompidas, inflamáveis e podem até explodir em altas temperaturas. 
Incidentes desse tipo podem ocorrer quando as baterias de íons de lítio não são descartadas nos canais dedicados a elas, mas são jogadas fora com outros resíduos. A maneira como são tratadas pelas empresas de reciclagem pode danificá-las e causar incêndios, que podem levar a conflagrações em grande escala. Doze desses incêndios foram registrados em instalações de reciclagem suíças em 2023.
Nunca a deixe exposta diretamente à luz do sol, curto-circuitos ou a abertura da embalagem também podem fazer com que a bateria se inflame. Felizmente, cientistas desenvolveram uma bateria flexível de íon de lítio que pode suportar condições extremas, incluindo corte, submersão e impacto balístico simulado. A ingestão de tais baterias pode levar um ser humano à morte.

## Leituras adicionais
- Karel Walraven, Revista Elektor (Edição brasileira), "Tempo de vida das baterias de íons de lítio", ano 4, n.º 45/46, p. 58.https://www.elektormagazine.com/magazine/elektor-200407/17745